# Yuto Suzuki
Yuto Suzuki (født 7. december 1993) er en japansk fodboldspiller.
Han har spillet for flere forskellige klubber i sin karriere, herunder Mito HollyHock, Montedio Yamagata og Kawasaki Frontale.